# Степанов, Виктор Григорьевич
Ви́ктор Григо́рьевич Степа́нов (13 октября 1914, Чита — 9 декабря 1970, Москва) — советский боксёр средней и полутяжёлой весовых категорий, выступал на высочайшем уровне во второй половине 1930-х — первой половине 1940-х годов. Двукратный чемпион СССР, победитель множества международных матчевых встреч, заслуженный мастер спорта. Также известен как основатель и главный тренер боксёрской команды ЦСКА, заслуженный тренер СССР. Судья всесоюзной категории (1946).
Участник Великой Отечественной войны, подполковник.

## Биография
Родился 13 октября 1914 года в городе Чита, но спустя десять лет их семья переехала в Москву.
Учился в общеобразовательной школе № 110, активно заниматься боксом начал на Красной Пресне, в секции работников промкооперации у тренера Якова Брауна. Позже окончил Московский институт инженеров железнодорожного транспорта, на соревнованиях представлял добровольное спортивное общество «Локомотив». Первого серьёзного успеха на ринге добился в 1934 году, когда выиграл в среднем весе первенство СССР. Год спустя получил серебро национального чемпионата, ещё через два года повторил это достижение. В 1939 году перешёл в полутяжёлую весовую категорию и на первенстве страны вновь сумел дойти до финала.
В звании старшего лейтенанта Степанов участвовал в Великой Отечественной войне. Воевал в составе 52-го железнодорожного батальона, 27-й отдельной железнодорожной бригады командиром технической роты на Юго-Западном, Сталинградском и Степном фронтах. 9 июля 1942 года взял в плен «эссесовца», за что был награжден медалью «За отвагу». Также награжден медалями «За оборону Сталинграда», «За боевые заслуги», «За оборону Киева», «За победу над Германией в Великой Отечественной войне 1941—1945 гг.», «За трудовую доблесть».
В 1943 г. старший лейтенант Степанов был отозван с фронта для участия в соревнованиях. На организованном в 1944 году чемпионате СССР завоевал вторую в карьере золотую медаль. Выходил на ринг вплоть до 1948 года, всего в течение 15 лет провёл 148 боёв, из них 133 окончил победой (в том числе 30 досрочно), 8 раз представлял страну не международных турнирах. За многочисленные спортивные достижения удостоен почётных званий «Заслуженный мастер спорта» и «Выдающийся боксёр». Восемь раз выходил на ринг против легендарного советского боксёра Виктора Михайлова, хотя во всех случаях проиграл ему по очкам.
Став тренером, в период 1948—1969 более двадцати лет подряд возглавлял команду Вооружённых сил, наладил систему подготовки талантливых боксёров, определил общее стратегическое направление, по которому должен развиваться бокс в армии и на флоте. За это время армейцы трижды выигрывали командное первенство СССР, завоевали 88 золотых медалей чемпионата страны, 13 золотых медалей чемпионата Европы и 3 золотые медали летних Олимпийских игр. В 1957 году Виктор Степанов получил почётное звание «Заслуженный тренер». Кроме того, был судьёй международной категории, возглавлял Всесоюзную коллегию судей по боксу.
За свою жизнь написал несколько книг и методических пособий, в том числе «Судейство соревнований по боксу» (1955, 1962), «Бокс» (1967) и др.
Умер 9 декабря 1970 года в Москве в результате тяжёлой болезни, похоронен на 44-м участке Ваганьковского кладбища. Его младшие братья Анатолий и Геннадий тоже были довольно известными тренерами по боксу.

## Память
В память о Викторе Григорьевиче и его братьях — Анатолия и Геннадия, в г. Чите Забайкальского края проводится турнир памяти братьев Степановых. Участие принимают боксеры из других регионов России и стран ближнего зарубежья (Китай, Монголия, Казахстан), турнир является мастерским с присвоением мастера спорта.

## Награды
- Медаль «За трудовую доблесть» (27.04.1957) — «за успехи, достигнутые в деле развития массового физкультурного движения в стране, повышения мастерства советских спортсменов, и успешное выступление на международных соревнованиях»